# Gymnocarpos parvibractus
Gymnocarpos parvibractus är en nejlikväxtart som först beskrevs av Michael George Gilbert, och fick sitt nu gällande namn av L. Petrusson och M. Thulin. Gymnocarpos parvibractus ingår i släktet Gymnocarpos och familjen nejlikväxter. Inga underarter finns listade i Catalogue of Life.